# Bobby Keys
Robert Henry Keys (Slaton, 18 de dezembro de 1943 – Franklin, 2 de dezembro de 2014), mais conhecido por Bobby Keys, foi um notório saxofonista estadunidense. Entre outros, Bobby Keys é creditado em álbuns de John Lennon, The Who, Joe Cocker, Marvin Gaye, Graham Nash, Lynyrd Skynyrd, B.B. King, Dr. John, Faces, Humble Pie, e The Rolling Stones.
É ele quem toca os saxofones nas canções "Out of the Blue" (George Harrison), "Whatever Gets You thru the Night" (John Lennon) e "Brown Sugar" (The Rolling Stones).
Keys morreu em casa, às vésperas de completar 71 anos, devido a uma cirrose hepática.

## Discografia
Solo
- 1972 - Bobby Keys
- 1975 - Gimme the Key

Com outros artistas/bandas
discografia selecionada
- The Rolling Stones: Let It Bleed, Sticky Fingers, Let It Rock EP (UK), Exile on Main St., Goats Head Soup, Emotional Rescue, Flashpoint, Stripped, No Security, Shine a Light, Live Licks, Sweet Summer Sun
- Joe Cocker: Mad Dogs & Englishmen
- George Harrison: All Things Must Pass
- John Lennon: Some Time in New York City, Walls and Bridges, Rock 'n' Roll
- Keith Richards: Talk Is Cheap, Live at the Hollywood Palladium
- Ringo Starr: Ringo, Goodnight Vienna
- Ronnie Wood: 1234, Gimme Some Neck, Mahoney's Last Stand
- B.B. King: B.B. King in London
- Audience: Lunch
- Barbra Streisand: Barbra Joan Streisand
- Carly Simon: No Secrets, Hotcakes
- Chuck Berry: Hail! Hail! Rock 'n' Roll
- Delaney, Bonnie & Friends: The Original Delaney & Bonnie: Accept No Substitute, On Tour with Eric Clapton
- Donovan: Cosmic Wheels
- Dr. John: The Sun, Moon & Herbs
- Eric Clapton: Eric Clapton
- Faces: Long Player
- Harry Nilsson: Nilsson Schmilsson, Son of Schmilsson, Pussy Cats, Duit on Mon Dei
- Warren Zevon: Warren Zevon
- Humble Pie: Rock On
- Joe Ely: Lord of the Highway, "Joe Ely Live, Chicago 1987"
- John Hiatt: Beneath This Gruff Exterior
- Kate & Anna McGarrigle: Kate & Anna McGarrigle
- Keith Moon: Two Sides of the Moon
- Leo Sayer: Endless Flight
- Lynyrd Skynyrd: Second Helping
- John Lennon and Paul McCartney: A Toot and a Snore in '74
- John Lennon: Whatever Gets You thru the Night
- Marvin Gaye: Let's Get It On (deluxe edition)
- Sheryl Crow: The Globe Sessions
- Yoko Ono: Fly
- Jim Carroll: Catholic Boy
- Graham Nash: Songs for Beginners